# NGC 5492
NGC 5492 este o galaxie spirală situată în constelația Boarul. A fost descoperită în 20 aprilie 1792 de către William Herschel. Se află la o distanță de 35,3 de megaparseci de Pământ.